# Улица Ушинского (Санкт-Петербург)
Улица Уши́нского — улица на севере Санкт-Петербурга в Калининском районе. Проходит от проспекта Луначарского до Суздальского проспекта. Нумерация домов начинается от проспекта Луначарского.

## История
Улица названа в честь К. Д. Ушинского, российского педагога, основоположника научной педагогики в России. Это название перекликается с другими улицами, которые находятся в этом районе города и названы в честь педагогов. Название утверждено 2 октября 1970 года.
В проекте носила другое название – улица Шаляпина.
|  |  |  |

|  |  |  |

|  |  |  |

|  |  |  |

|  |  |  |

|  |  |  |

|  |  |  |

|  |  |  |

|  |  |  |

|  |  |  |

|  |  |  |

|  |  |  |

|  |  |  |

|  |  |  |

|  |  |  |

|  |  |  |

|  |  |  |

|  |  |  |

|  |  |  |

|  |  |  |

Район застроен типовыми зданиями в 1970-х годах, вся нечётная сторона улицы застроена в течение нескольких лет девятиэтажными зданиями типовых проектов. Левая сторона не была застроена жильём, в кварталах между улицей Ушинского и улицей Брянцева располагались нежилые здания, в которых располагались учебные комплексы (ПТУ-111), научный институт «Электромера», универсам, выставочный комплекс, медицинский центр «Биосвязь» и фабрика «Большевичка». Аналогичный социальный квартал реализован между проспектом Сизова и Байконурской улицей.
После изменений в городской политике квартал был застроен многоэтажными домами (Брянцева, 46A — 25 этажей, «Гринландия» — 16 этажей, «Солнечный» — 25 этажей, «Живой ручей» — 16 этажей, «Мегалит» — 25 этажей), что изменило вид района. Также в это время был построен сетевой магазин «О’Кей» на углу проспекта Просвещения.
4 октября 2010 года, ко дню учителя, на пересечении с Учительской улицей был установлен памятник учителю. На постаменте памятника выгравировано изречение К.Д. Ушинского: «Дело учителя - скромное по наружности - одно из величайших дел истории».

## Здания и сооружения
| По нечётной стороне: - дом 13 — школа № 176 - дом 21 — школа № 72 - дом 33, корпус 2 — школа № 68 - дом 35 — ДЮШОР № 1 Калининского района - дом 35, корпус 2 — лицей № 179 медицинского профиля - дом 39, корпус 2 — детский сад № 89 - дом 45 — Санкт-Петербургский фельдшерский медицинский колледж | По чётной стороне: - дом 6 — бизнес-центр (автошкола, автоклуб, сервисные мастерские, институт информационных технологий) - дом 16 — ГОУ НПО Профессиональный лицей «Краснодеревец» - дом 20, корпус 2 — детский сад № 67 |

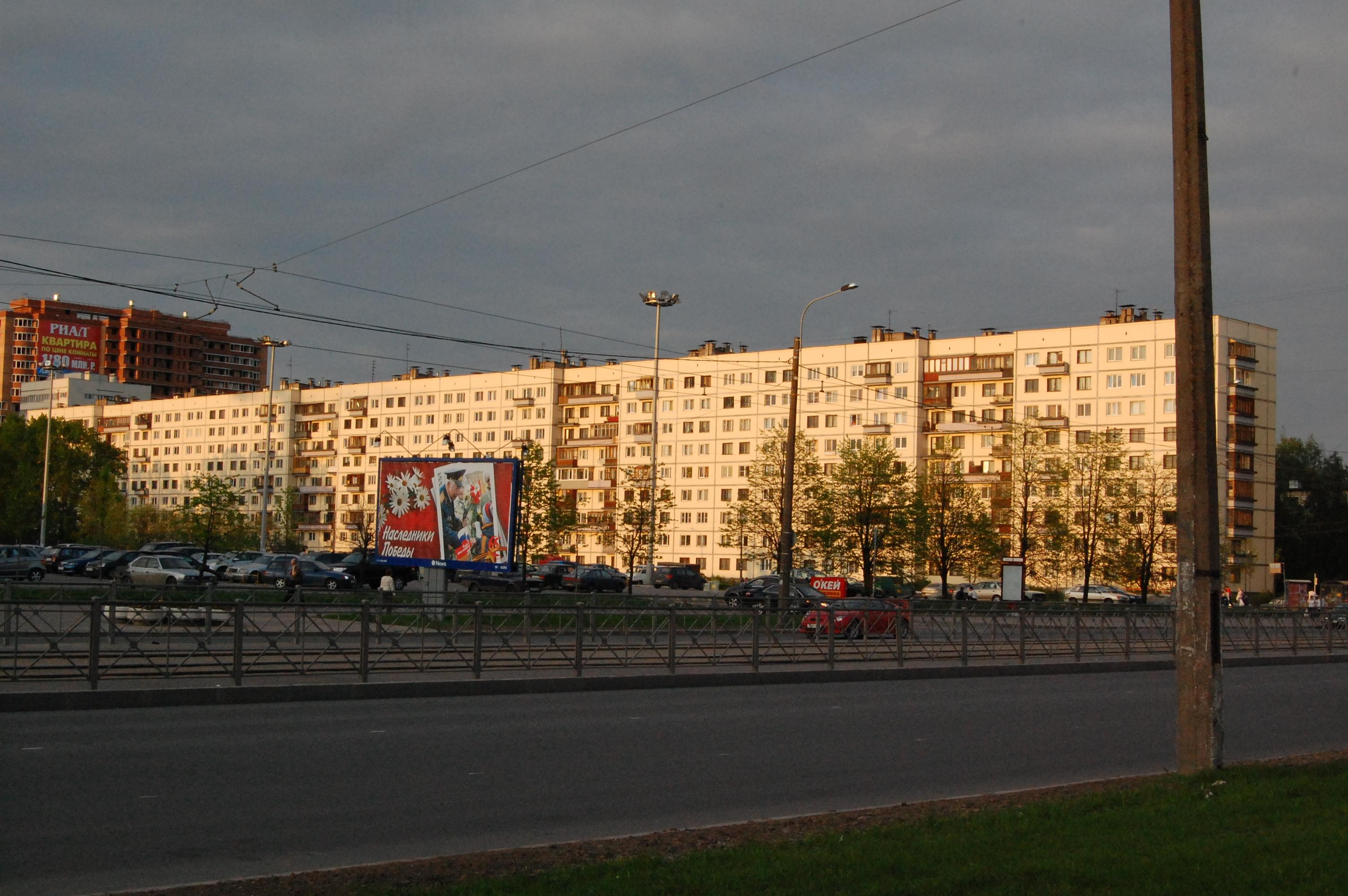
Пересечение с проспектом Просвещения (д. 31, к. 1)

## Транспорт
- Станция метро «Гражданский проспект» — в 450 метрах от пересечения с проспектом Просвещения.
- Автобусы № 40, 93, 102, 153, 193, 199, 208[4][5].